# 三山五嶽

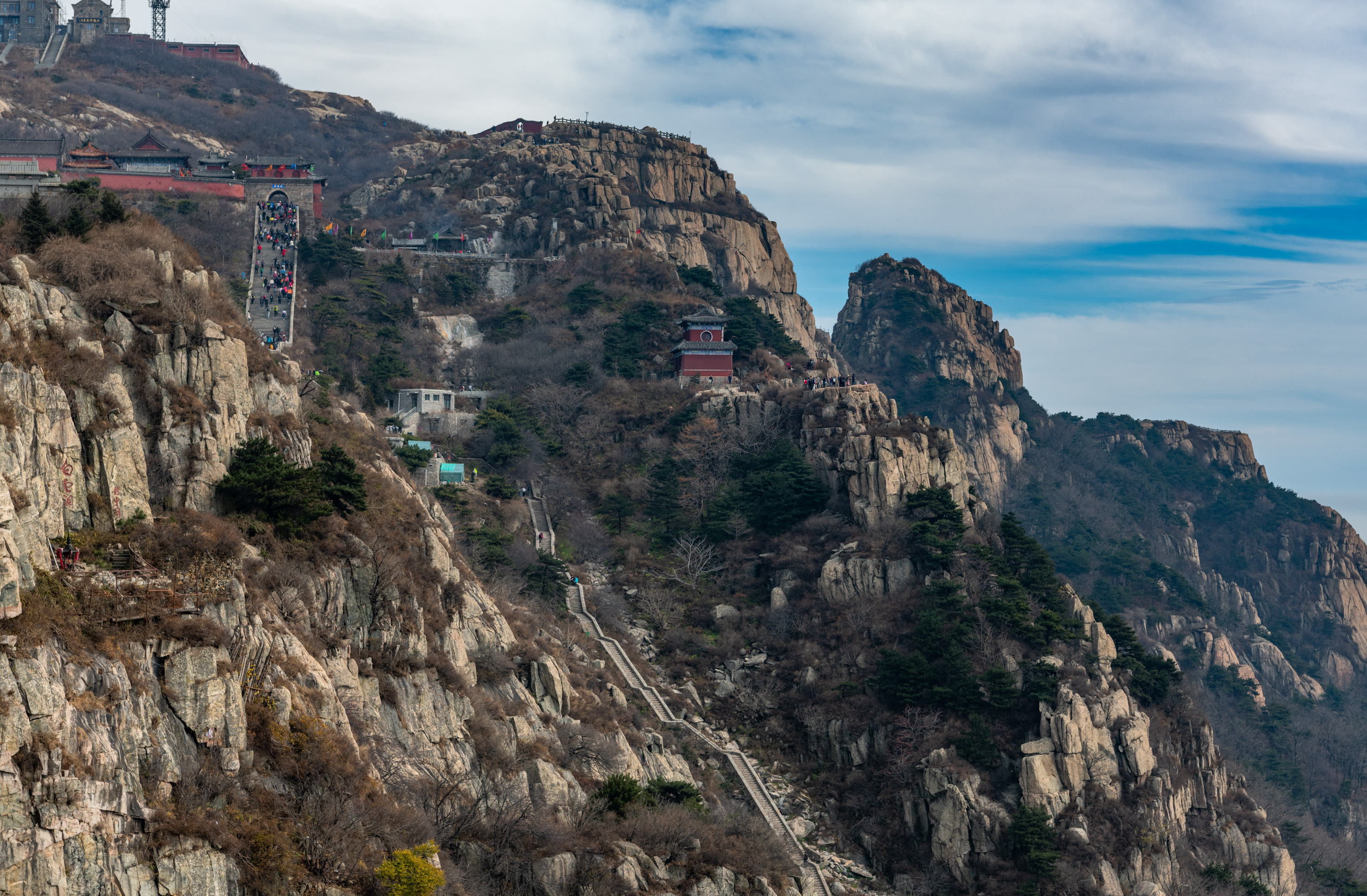
中國的泰山

三山五嶽一般是泛指中國境內的名山。“三山”一般指神话传说中的三神山：蓬莱、瀛洲、方丈，或实指天山、长白山、昆仑山，“五嶽”則是：泰山、恒山、華山、嵩山、衡山。
“三山五嶽”最早出於清朝诗人曹寅（曹雪芹祖父）所写的《舟中望惠山举酒调培山》：“三山五岳渺何许？云烟汗漫空竛竮。”而現在的“三山五嶽”一詞，可泛指在中國的眾多名山、群山或各地。

## 三山
不同于五岳，三山五嶽中的三山，一般为泛指中内的名山。
三山、三神山具体的名称，最早见于《史记》的“秦始皇本纪”。传说是神仙居住之地，令古人神往，相傳山上有长生不死之药，宫殿皆用黄金白银建造：“齐人徐巿等上书，言海中有三神山，名曰蓬莱、方丈、瀛洲，仙人居之，请得斋戒与童男女求之。于是遣徐巿发童男女数千人入海求仙人。”结果徐巿没有找到三神山，也没有得长生药。據晋朝的王嘉在《拾遺記·高辛》中記載：“三壺，則海中三山也：一曰方壺，則方丈也；二曰蓬壺，則蓬萊也；三曰瀛壺，則瀛洲也。”由此可知，“三山”指的是：方壺（方丈）、蓬壺（蓬萊）和瀛壺（瀛洲），但这只是神话传说，未必就真实存在。
三山可实指中华历史文化和地理疆域闻名的天山、长白山、昆仑山三座山（脉）；或者以道教符箓派三大名山龍虎山、閤皂山、茅山為三山；还有一种说法是用黄山、庐山、雁荡山这三座旅游名山并列为三山，但此来源已不可考。

## 五嶽

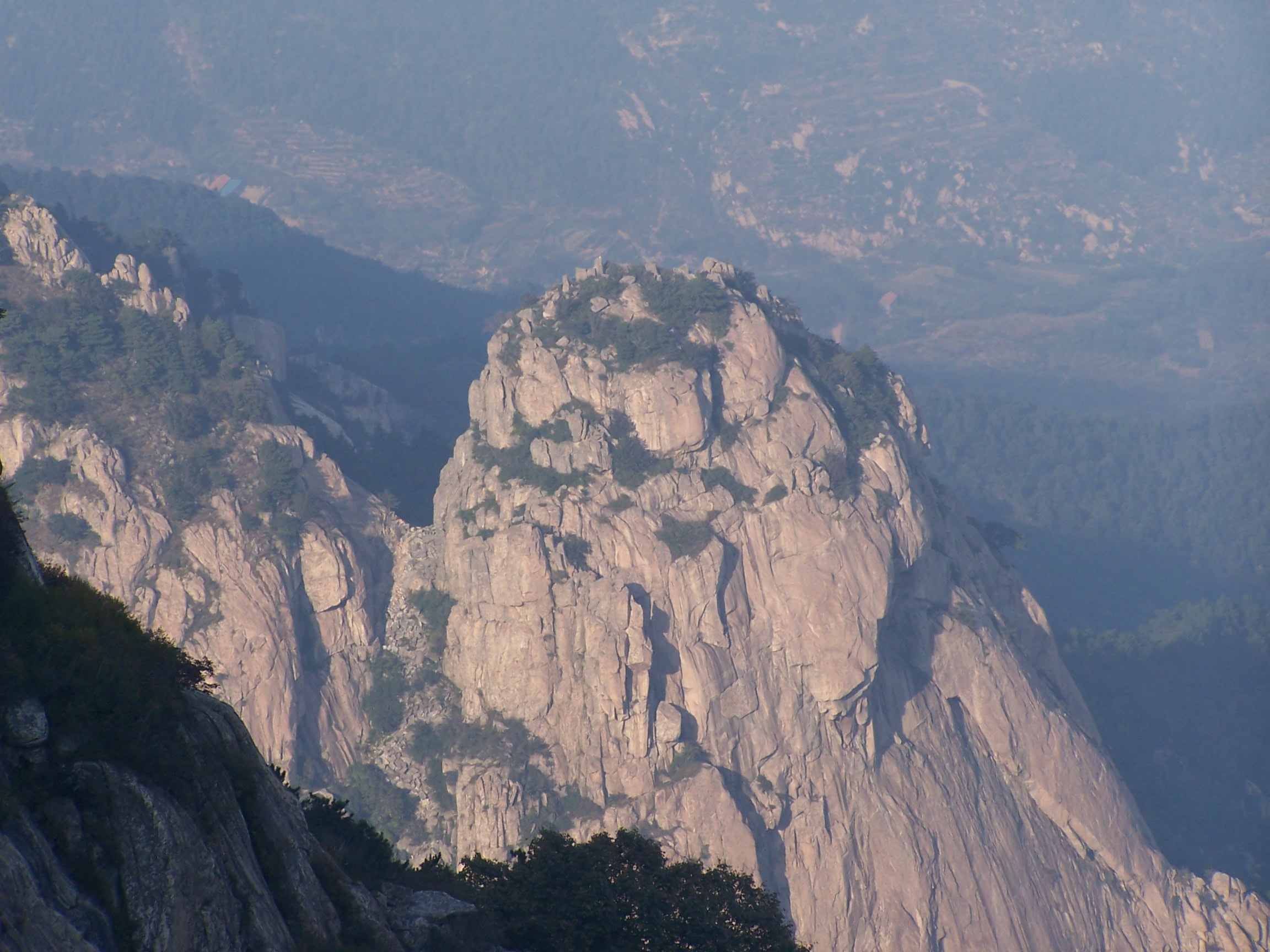
泰山

三山五嶽中的五嶽，是中国五大名山的总称。雖然五嶽不是中国最高的山，但由於高耸在平原或盆地上，故在古人眼中格外险峻。加上不少名人雅士的祭祀、修行和到訪，留下遗迹，大大增添了五嶽之名聲。
五嶽始見於《周禮》的“春官·大宗伯”：“以血祭祭社稷、五祀、五岳。”东汉的郑玄对此注释说：“五岳，东岳曰岱宗、南岳曰衡山、西岳曰华山、北岳曰恒山、中岳曰嵩山。”西漢時期的東方朔在其《封泰山》一文中说：“泰山吞西華，壓南衡，駕中嵩，軼北恒，為五嶽之長。”由此看來，確定泰山（东岳）、恒山（北岳）、華山（西岳）、嵩山（中岳）和衡山（南岳）、为五岳，可能早在《周礼》成书的春秋或战国时期，最晚在东方朔的西汉时期。
历史上的北岳恒山，原指今天的河北大茂山，清朝顺治年间才改为山西恒山。南岳原指湖南衡山，漢朝時曾改為安徽的天柱山，至隋文帝时重新恢復為湖南衡山。
古代中国一些地方割据政权，也曾封过五岳，例如三國時代，東吳的孙皓封离县（現於江苏宜兴县）为中岳，又封其南的荆南山为南岳。五代十國時期，闽帝王延鈞封霍童山（現於福建宁德县）为东岳，高盖山（現於永泰县）为西岳。唐朝时，南诏则稱雲南境内的苍山（中岳）、乌蒙山（东岳）、无量山（南岳）、高黎贡山（西岳）和玉龙山（北岳）。